# Кичево (Північна Македонія)
Ки́чево (також Кичово, до XX століття Кирчово, мак. Кичево, алб. Kërçova) — місто в Північній Македонії, адміністративний центр громади Кичево.

## Географія

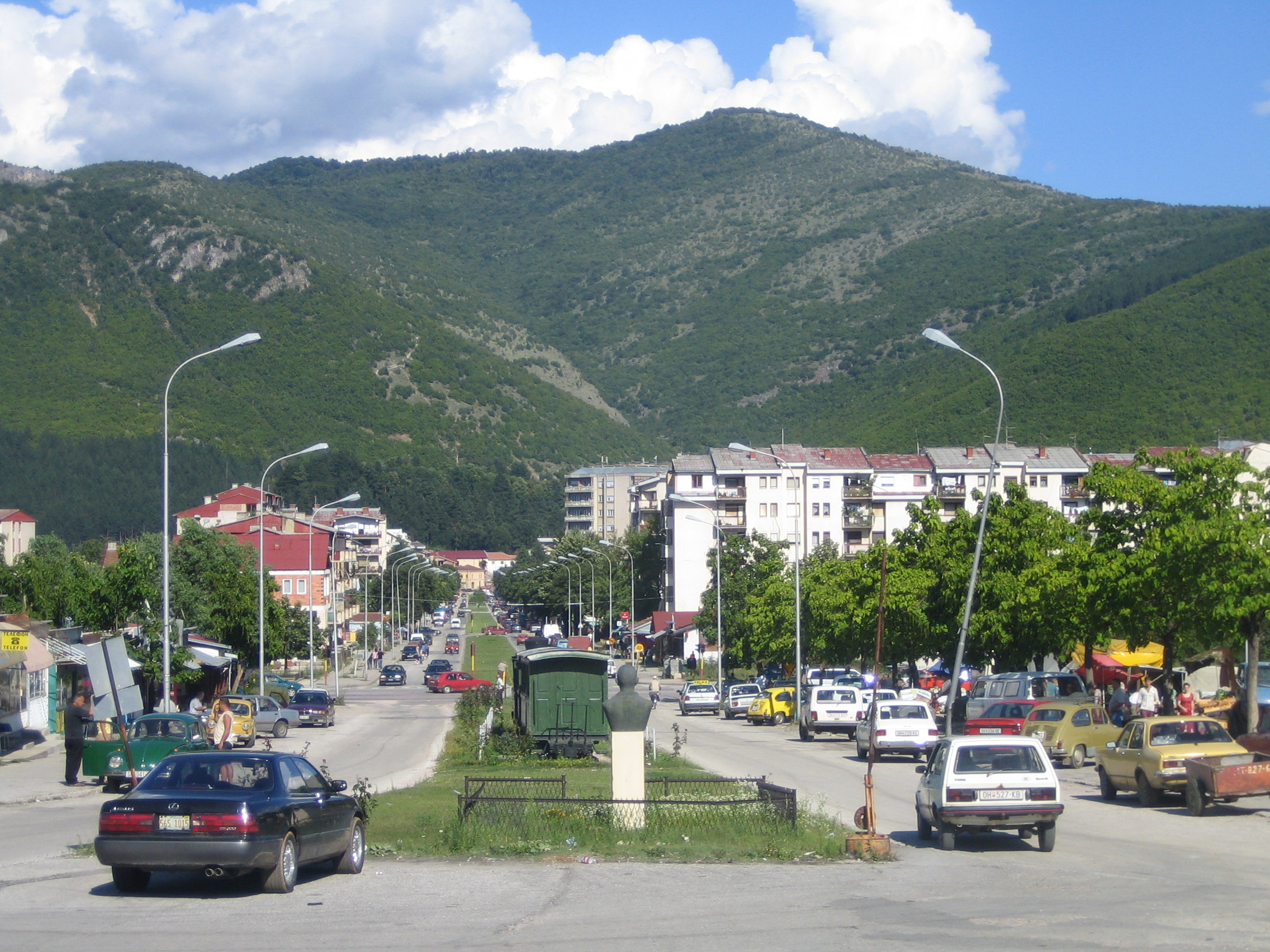
Вид на місто

Розташоване у західній частині Північної Македонії, у Кичевській улоговині біля південно-східних схилів гори Бистра. Від Скоп'є Кичево знаходиться на відстані 112 км, приблизно на півдорозі від Гостивара (46 км) до Охриду (61 км).

## Населення
За переписом 2002 року, у місті проживали 27067 жителів.
- македонці — 15031
- албанці — 7641
- турки — 2406
- роми — 1329
- влахи — 75
- серби — 82
- боснійці — 7
- інші — 496